# Richard Brautigan

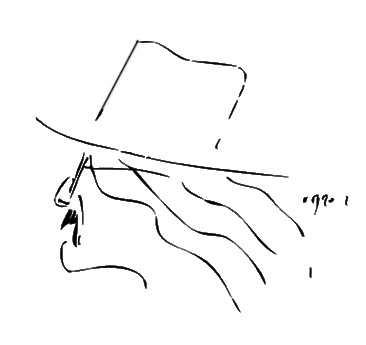
Ritratto di Richard Brautigan. Olivier Dalmon

Richard Gary Brautigan (Tacoma, 30 gennaio 1935 – Bolinas, 14 settembre 1984) è stato uno scrittore e poeta statunitense.

## Biografia
Visse un'infanzia travagliata, a causa del divorzio precoce dei genitori e dei maltrattamenti subiti dai successivi compagni della madre. L'adolescenza fu altrettanto difficoltosa e il giovane Brautigan venne arrestato nel 1955 per resistenza alla polizia. Avvicinatosi al movimento Hippy, visse intensamente lo spirito libertario di quegli anni, dedicandosi alla scrittura di novelle e poesie.
Nel 1967 ottenne la fama per la pubblicazione di Pesca alla trota in America (Trout Fishing in America), romanzo postmoderno scritto in prosimetro nel 1961. Il successo ottenuto permise la riscoperta degli scritti precedenti, quali L'aborto (The Abortion: An Historical Romance 1966) e Il generale immaginario (A Confederate General From Big Sur).
Con gli anni, e il cambiamento della società statunitense, Brautigan si chiuse sempre più in sé stesso, venendo spesso colpito da attacchi di paranoia e soffrendo della sindrome alcolista, che lo porterà alla dipendenza, all'assuefazione, ed alla morte prematura avvenuta all'età di 49 anni nel 1984 per suicidio.

## Opere

### Romanzi
- Il generale immaginario (A Confederate General from Big Sur) (1964 ISBN 0-224-61923-3)
- Pesca alla trota in America (Trout Fishing in America) (1967 ISBN 0-395-50076-1)
- Zucchero di cocomero (In Watermelon Sugar) (1968 ISBN 0-440-34026-8)
- L'aborto (The Abortion: An Historical Romance 1966) (1971 ISBN 0-671-20872-1) (poi ristampato col titolo La casa dei libri)
- Il mostro degli Hawkline: un western gotico (The Hawkline Monster: A Gothic Western) (1974 ISBN 0-671-21809-3)
- Willard e i suoi trofei di bowling (Willard and His Bowling Trophies: A Perverse Mystery) (1975 ISBN 0-671-22065-9)
- Sombrero Fallout: A Japanese Novel (1976 ISBN 0-671-22331-3)
- Sognando Babilonia (Dreaming of Babylon: A Private Eye Novel 1942) (1977 ISBN 0-440-02146-4)
- American Dust. Prima che il vento si porti via tutto (So The Wind Won't Blow It All Away) (1982 ISBN 0-395-70674-2)
- Una donna senza fortuna (An Unfortunate Woman: A Journey) (1982, prima pubblicazione nel 1994 ISBN 0-312-27710-5)

### Raccolte di racconti
- Revenge of the Lawn (1971, ISBN 0-671-20960-4)
- 102 racconti zen (The Tokyo-Montana Express) (1980, ISBN 0-440-08770-8)

### Raccolte di poesie
- The Return of the Rivers (1958)
- The Galilee Hitch-Hiker (1958)
- Lay the Marble Tea (1959)
- The Octopus Frontier (1960)
- All Watched Over by Machines of Loving Grace (1963)
- Please Plant This Book (1968)
- The Pill versus the Springhill Mine Disaster (1969)
- Rommel Drives on Deep into Egypt (1970)
- Loading Mercury with a Pitchfork (1971 ISBN 0-671-22263-5. ISBN 0-671-22271-6 pbk)
- June 30th, June 30th (1978 ISBN 0-440-04295-X)
- The Edna Webster Collection of Undiscovered Writings (1999 ISBN 0-395-97469-0)

### Novelle non pubblicate
Da dicembre 1955 a febbraio 1956 Brautigan stava lavorando a una novella chiamata The God of the Martians di 600 parole. Brautigan mandò il manoscritto a tre diversi editori ma rimase inedito.